# شترمرغ بزرگ
شترمرغ بزرگ (نام علمی: Struthio dmanisensis) نام یک گونه از رده پرنده است.